# Abrasive
Abrasive es el álbum debut de la banda de post grunge Puddle of Mudd lanzado en 1997. El álbum es extremadamente raro y es el único disco con distribución limitada del grupo. Los temas "Nobody Told Me", "Said", "Piss It All Away", "All I Ask For" y "Abrasive" fueron relanzando con el álbum Come Clean.

## Lista de canciones
1. "Abrasive" - 3:13
2. "Nobody Told Me" - 3:50
3. "Stressed Out" - 3:48
4. "Hour Glass Man" - 4:29
5. "Migraine" - 3:24
6. "Said" - 3:10
7. "All I Ask For" - 4:42
8. "Purple Heart" - 3:24
9. "Locket" - 3:37
10. "Time" - 2:51
11. "Piss It All Away" - 4:59

## Personal
- Wes Scantlin - voz, guitarra eléctrica
- Sean Sammon - bajo
- Kenny Burkitt - batería, percusión

- Datos: Q2452729